# آنتونیو دی جنارو
آنتونیو دی جنارو (به ایتالیایی: Antonio Di Gennaro) بازیکن فوتبال و اهل ایتالیا است 

## تیم ملی
از سال ۱۹۸۴ میلادی عضو تیم ملی فوتبال ایتالیا بوده و در ۱۵ بازی ملی حضور داشته‌است. او در بازی‌های ملی‌اش ۴ گل به ثمر رساند.
آنتونیو دی جنارو آخرین بازی ملی خود را در سال ۱۹۸۶ میلادی انجام داد.